# Urtica laetevirens
Urtica laetevirens är en nässelväxtart. Urtica laetevirens ingår i släktet nässlor, och familjen nässelväxter.

## Underarter
Arten delas in i följande underarter:
- U. l. cyanescens
- U. l. laetevirens